# Kinesiska Taipei

Taiwans officiella olympiska emblem.

Kinesiska Taipei (engelska: Chinese Taipei; franska: Taipei chinois), är det namn som Taiwans idrottare tävlar under i internationella sportsammanhang. Detta gäller till exempel vid olympiska spelen, paralympiska spelen, asiatiska spelen och fotbolls-VM – men även i tävlingen om Miss World. Taipei är Taiwans huvudstad.

## Bakgrund
Taiwans officiella namn är Republiken Kina och gör formellt anspråk på att företräda hela Kina ända sedan det kinesiska inbördeskriget som rasade åren 1927-1949. Detta är ett motstridigt anspråk mot den kinesiska regimen i Peking, som i sin tur också gör anspråk på ön Taiwan.
För att denna politiska konflikt inte skall hindra taiwanesiska idrottare att delta i fredliga idrottstävlingar, har man enats om att de kan tävla under den geografiska och därmed politiskt neutrala beteckningen Kinesiska Taipei. Under 1970-talet hade alltfler länder diplomatiskt erkänt regimen i Peking i stället för regimen i Taipei. Vid ett möte i Nagoya i Japan i november 1979, antog IOK, och senare många andra internationella idrottsförbund, en resolution enligt vilken Republiken Kinas olympiska kommitté skulle erkännas som Kinesiska Taipeis olympiska kommitté, och dess idrottare skulle tävla under namnet Kinesiska Taipei. Taiwan bojkottade de olympiska spelen 1980 (såväl vinter- som sommarspelen) som en protest mot denna resolution. Därefter har såväl Folkrepubliken Kina, då som Kina, och Taiwan, som Kinesiska Taipei, deltagit i de olympiska spelen.